# Serie B 2005-2006 (rugby a 15)
La serie B di rugby a 15 2005-06 si è disputata dal 2 ottobre al 21 maggio e ha visto la partecipazione di 48 squadre divise in quattro gironi.

## Squadre partecipanti

### Girone A
- Amatori Milano
- Asti[1]
- Calvisano (cadetta)
- Chicken CUS Milano[2]
- CUS Pavia
- Lumezzane
- Rugby Milano
- Ospitaletto[3]
- Parabiago
- Sondrio
- Valpolicella
- Varese

### Girone B
- Cogoleto
- CUS Genova
- CUS Perugia
- Firenze RC
- Formigine[4]
- Mantova
- Paganica
- Pieve
- Reggio Emilia
- Rieti
- Vasari Arezzo[5]
- Viterbo

### Girone C
- Alpago[6]
- Badia
- Bassano
- Conegliano
- Feltre
- Mirano[7]
- Monselice
- Paese
- Roccia Rubano
- San Donà
- Tarvisium
- Villorba

### Girone D
- Avezzano
- Accademia Roma[8]
- Colleferro
- Cosenza
- CUS Roma
- Fiamme Oro
- Milazzo
- Namau Praetoriani[9]
- Ragusa
- Sabina[10]
- San Gregorio
- Torre del Greco

## Stagione regolare

### Girone A
| 2-10-2005         | 1ª/12ª giornata          | 15-1-2006 |
| ----------------- | ------------------------ | --------- |
| 26-7              | Milano - Valpolicella    | 24-19     |
| 8-28 (6-0 a tav.) | CUS Pavia - CUS Milano   | 0-27      |
| 7-33              | Ospitaletto - Lumezzane  | 16-31     |
| 13-0              | Varese - Parabiago       | 10-17     |
| 28-12             | Asti - Sondrio           | 31-29     |
| 13-43             | Am. Milano - Calvisano A | 6-16      |

| 23-10-2005 | 4ª/15ª giornata          | 19-2-2006 |
| ---------- | ------------------------ | --------- |
| 26-18      | Ospitaletto - CUS Pavia  | 22-10     |
| 23-16      | Milano - Asti            | -         |
| 26-0       | Valpolicella - Parabiago | 16-13     |
| 21-21      | CUS Milano - Calvisano A | 27-17     |
| 10-26      | Sondrio - Am. Milano     | 5-28      |
| 37-17      | Lumezzane - Varese       | 31-8      |

| 13-11-2005 | 7ª/18ª giornata           | 26-3-2006 |
| ---------- | ------------------------- | --------- |
| 17-24      | Varese - CUS Milano       | 19-20     |
| 48-29      | Lumezzane - Milano        | 12-23     |
| 30-26      | Sondrio - CUS Pavia       | 10-19     |
| 66-5       | Calvisano A - Ospitaletto | 47-5      |
| 10-6       | Parabiago - Asti          | 26-37     |
| 17-28      | Am. Milano - Valpolicella | 13-19     |

| 11-12-2005 | 10ª/21ª giornata         | 23-4-2006 |
| ---------- | ------------------------ | --------- |
| 36-15      | Valpolicella - Lumezzane | 14-30     |
| 17-13      | CUS Milano - Sondrio     | 12-20     |
| 12-13      | Milano - Calvisano A     | 22-28     |
| 23-26      | CUS Pavia - Parabiago    | 0-45      |
| 18-14      | Ospitaletto - Am. Milano | 14-51     |
| 20-8       | Asti - Varese            | 27-16     |

| 9-10-2005 | 2ª/13ª giornata          | 22-1-2006 |
| --------- | ------------------------ | --------- |
| 43-13     | Lumezzane - Asti         | 12-11     |
| 17-10     | Sondrio - Ospitaletto    | 14-11     |
| 54-11     | Calvisano A - Varese     | 47-26     |
| 14-34     | Parabiago - Am. Milano   | 7-28      |
| 46-13     | Valpolicella - CUS Pavia | 52-24     |
| 18-19     | CUS Milano - Milano      | 47-26     |

| 30-10-2005 | 5ª/16ª giornata            | 26-2-2006 |
| ---------- | -------------------------- | --------- |
| 18-8       | Parabiago - Sondrio        | -         |
| 17-9       | Ospitaletto - Valpolicella | 5-11      |
| 31-12      | Varese - CUS Pavia         | 19-15     |
| 59-26      | Am. Milano - Milano        | 16-12     |
| 35-25      | Asti - CUS Milano          | 3-16      |
| 35-15      | Calvisano A - Lumezzane    | 29-14     |

| 27-11-2005 | 8ª/19ª giornata         | 2-4-2006 |
| ---------- | ----------------------- | -------- |
| 34-13      | CUS Milano - Am. Milano | 17-35    |
| 16-14      | Valpolicella - Varese   | 14-13    |
| 15-11      | Ospitaletto - Parabiago | 10-19    |
| 27-16      | Asti - Calvisano A      | 13-27    |
| 17-14      | CUS Pavia - Lumezzane   | 19-59    |
| 44-5       | Milano - Sondrio        | 17-10    |

| 18-12-2005 | 11ª/22ª giornata          | 30-4-2006 |
| ---------- | ------------------------- | --------- |
| 52-0       | Am. Milano - Varese       | 36-11     |
| 18-9       | Sondrio - Lumezzane       | 31-26     |
| 50-14      | Calvisano A - Parabiago   | 38-27     |
| 5-29       | Ospitaletto - Asti        | 12-45     |
| 17-18      | Valpolicella - CUS Milano | 22-12     |
| 76-0       | Milano - CUS Pavia        | 31-17     |

| 16-10-2005 | 3ª/14ª giornata            | 29-1-2006 |
| ---------- | -------------------------- | --------- |
| 23-23      | Parabiago - CUS Milano     | 26-40     |
| 28-22      | Ospitaletto - Milano       | -         |
| 28-33      | Am. Milano - Lumezzane     | 22-9      |
| 29-5       | Varese - Sondrio           | 14-16     |
| 55-22      | Asti - CUS Pavia           | 34-20     |
| 47-0       | Calvisano A - Valpolicella | 17-16     |

| 6-11-2005 | 6ª/17ª giornata          | 5-3-2006 |
| --------- | ------------------------ | -------- |
| 17-20     | Valpolicella - Asti      | 5-12     |
| 47-7      | CUS Milano - Ospitaletto | 19-0     |
| 23-3      | Milano - Varese          | 29-21    |
| 35-27     | Lumezzane - Parabiago    | 26-20    |
| 12-41     | Sondrio - Calvisano A    | 5-29     |
| 8-12      | CUS Pavia - Am. Milano   | 12-50    |

| 4-12-2005 | 9ª/20ª giornata         | 9-4-2006 |
| --------- | ----------------------- | -------- |
| 5-19      | Lumezzane - CUS Milano  | 3-10     |
| 6-6       | Am. Milano - Asti       | 21-7     |
| -         | Varese - Ospitaletto    | 34-22    |
| 12-38     | Milano - Parabiago      | 9-16     |
| 32-0      | Valpolicella - Sondrio  | 58-15    |
| 85-0      | Calvisano A - CUS Pavia | 44-12    |

#### Classifica
|  |     | Squadra            | G | V | N | P | PF | PS | DP | B | Pen | Pt |
|  | --- | ------------------ | - | - | - | - | -- | -- | -- | - | --- | -- |
|  | 1.  | Calvisano A        | - | - | - | - | -  | -  | -  | - | 0   | 94 |
|  | 2.  | Rugby Milano       | - | - | - | - | -  | -  | -  | - | 0   | 71 |
|  | 3.  | Amatori Milano     | - | - | - | - | -  | -  | -  | - | 0   | 70 |
|  | 4.  | Valpolicella       | - | - | - | - | -  | -  | -  | - | 0   | 64 |
|  | 5.  | Asti               | - | - | - | - | -  | -  | -  | - | -5  | 62 |
|  | 6.  | Lumezzane          | - | - | - | - | -  | -  | -  | - | 0   | 60 |
|  | 7.  | Chicken CUS Milano | - | - | - | - | -  | -  | -  | - | -14 | 55 |
|  | 8.  | Parabiago          | - | - | - | - | -  | -  | -  | - | 0   | 37 |
|  | 9.  | Sondrio            | - | - | - | - | -  | -  | -  | - | 0   | 34 |
|  | 10. | Varese             | - | - | - | - | -  | -  | -  | - | 0   | 28 |
|  | 11. | Ospitaletto        | - | - | - | - | -  | -  | -  | - | -5  | 26 |
|  | 12. | CUS Pavia          | - | - | - | - | -  | -  | -  | - | 0   | 17 |

### Girone B
| 2-10-2005 | 1ª/12ª giornata             | 15-1-2006 |
| --------- | --------------------------- | --------- |
| 28-17     | Formigine - Mantova         | 11-15     |
| 32-0      | Pieve - Paganica            | 7-8       |
| 13-19     | Arezzo - CUS Genova         | 10-29     |
| 12-33     | Firenze - Viterbo           | 5-62      |
| 11-18     | Cogoleto - Rieti            | 10-55     |
| 7-40      | CUS Perugia - Reggio Emilia | 18-42     |

| 23-10-2005 | 4ª/15ª giornata          | 19-2-2006 |
| ---------- | ------------------------ | --------- |
| 12-3       | CUS Perugia - CUS Genova | 17-14     |
| 19-23      | Firenze - Mantova        | 18-10     |
| 74-14      | Viterbo - Formigine      | 33-20     |
| 59-19      | Reggio Emilia - Arezzo   | 48-10     |
| 24-17      | Cogoleto - Paganica      | 13-14     |
| 16-17      | Rieti - Pieve            | 11-11     |

| 13-11-2005 | 7ª/18ª giornata          | 26-3-2006 |
| ---------- | ------------------------ | --------- |
| 3-19       | CUS Genova - Viterbo     | 3-46      |
| 17-18      | Mantova - Rieti          | 15-19     |
| 10-13      | Pieve - CUS Perugia      | 20-32     |
| 7-34       | Paganica - Reggio Emilia | 5-72      |
| 25-5       | Arezzo - Firenze         | 3-8       |
| 13-10      | Formigine - Cogoleto     | 19-15     |

| 11-12-2005 | 10ª/21ª giornata        | 23-4-2006 |
| ---------- | ----------------------- | --------- |
| 22-11      | Viterbo - CUS Perugia   | 33-10     |
| 8-18       | Formigine - Paganica    | 6-27      |
| 29-14      | Mantova - Pieve         | 8-19      |
| 10-22      | Rieti - Arezzo          | 13-13     |
| 7-38       | Firenze - Reggio Emilia | 0-39      |
| 6-10       | Cogoleto - CUS Genova   | 9-28      |

| 9-10-2005 | 2ª/13ª giornata         | 22-1-2006 |
| --------- | ----------------------- | --------- |
| 44-0      | CUS Perugia - Formigine | 24-10     |
| 55-18     | Reggio Emilia - Mantova | 47-6      |
| 3-20      | Arezzo - Pieve          | -         |
| 26-11     | CUS Genova - Paganica   | 18-18     |
| 3-27      | Firenze - Cogoleto      | 17-18     |
| 29-3      | Viterbo - Rieti         | 24-0      |

| 30-10-2005 | 5ª/16ª giornata            | 26-2-2006 |
| ---------- | -------------------------- | --------- |
| 29-17      | Formigine - Firenze        | 20-25     |
| 0-57       | Mantova - Viterbo          | 0-26      |
| 46-21      | Pieve - Cogoleto           | 43-11     |
| 13-20      | Paganica - Rieti           | 0-23      |
| 22-30      | Arezzo - CUS Perugia       | 22-24     |
| 3-41       | CUS Genova - Reggio Emilia | 16-16     |

| 27-11-2005 | 8ª/19ª giornata        | 2-4-2006 |
| ---------- | ---------------------- | -------- |
| 7-31       | Rieti - Reggio Emilia  | 3-32     |
| 13-42      | Cogoleto - CUS Perugia | 7-38     |
| 52-0       | Viterbo - Paganica     | 19-17    |
| 9-8        | Firenze - Pieve        | 10-27    |
| 38-31      | Formigine - Arezzo     | 15-39    |
| 12-5       | Mantova - CUS Genova   | 6-10     |

| 18-12-2005 | 11ª/22ª giornata         | 30-4-2006 |
| ---------- | ------------------------ | --------- |
| 29-3       | CUS Perugia - Rieti      | 12-27     |
| 102-7      | Reggio Emilia - Cogoleto | 88-12     |
| 10-6       | Paganica - Firenze       | 15-12     |
| 12-18      | Pieve - Viterbo          | 11-17     |
| 37-7       | CUS Genova - Formigine   | 9-21      |
| 14-22      | Arezzo - Mantova         | 27-22     |

| 16-10-2005 | 3ª/14ª giornata           | 29-1-2006 |
| ---------- | ------------------------- | --------- |
| 21-24      | Mantova - CUS Perugia     | 9-43      |
| 57-12      | Rieti - Firenze           | 9-15      |
| 26-14      | Pieve - CUS Genova        | 23-25     |
| 10-61      | Cogoleto - Viterbo        | 12-39     |
| 17-33      | Formigine - Reggio Emilia | 15-57     |
| 28-10      | Paganica - Arezzo         | 5-29      |

| 6-11-2005 | 6ª/17ª giornata        | 5-3-2006 |
| --------- | ---------------------- | -------- |
| 24-19     | Viterbo - Arezzo       | 15-21    |
| 5-14      | Firenze - CUS Genova   | 27-21    |
| 3-3       | Rieti - Formigine      | 6-0      |
| 30-6      | Reggio Emilia - Pieve  | 27-6     |
| 32-23     | Cogoleto - Mantova     | 10-8     |
| 16-10     | CUS Perugia - Paganica | 22-20    |

| 4-12-2005 | 9ª/20ª giornata         | 9-4-2006 |
| --------- | ----------------------- | -------- |
| 20-16     | CUS Genova - Rieti      | 11-8     |
| 41-18     | Arezzo - Cogoleto       | 22-11    |
| 11-17     | Paganica - Mantova      | 0-58     |
| 39-0      | Pieve - Formigine       | 12-13    |
| 23-0      | CUS Perugia - Firenze   | 12-17    |
| 26-5      | Reggio Emilia - Viterbo | 15-45    |

#### Classifica
|  |     | Squadra       | G | V | N | P | PF | PS | DP | B | Pen | Pt |
|  | --- | ------------- | - | - | - | - | -- | -- | -- | - | --- | -- |
|  | 1.  | Viterbo       | - | - | - | - | -  | -  | -  | - | 0   | 96 |
|  | 2.  | Reggio Emilia | - | - | - | - | -  | -  | -  | - | -4  | 92 |
|  | 3.  | CUS Perugia   | - | - | - | - | -  | -  | -  | - | 0   | 74 |
|  | 4.  | CUS Genova    | - | - | - | - | -  | -  | -  | - | 0   | 54 |
|  | 5.  | Pieve         | - | - | - | - | -  | -  | -  | - | 0   | 51 |
|  | 6.  | Rieti         | - | - | - | - | -  | -  | -  | - | 0   | 43 |
|  | 7.  | Vasari Arezzo | - | - | - | - | -  | -  | -  | - | -4  | 40 |
|  | 8.  | Mantova       | - | - | - | - | -  | -  | -  | - | 0   | 37 |
|  | 9.  | Formigine     | - | - | - | - | -  | -  | -  | - | -4  | 36 |
|  | 10. | Paganica      | - | - | - | - | -  | -  | -  | - | 0   | 36 |
|  | 11. | Firenze RC    | - | - | - | - | -  | -  | -  | - | 0   | 33 |
|  | 12. | Cogoleto      | - | - | - | - | -  | -  | -  | - | 0   | 27 |

### Girone C
| 2-10-2005 | 1ª/12ª giornata      | 15-1-2006 |
| --------- | -------------------- | --------- |
| 26-9      | Feltre - Villorba    | 0-30      |
| 23-13     | Rubano - Badia       | 3-14      |
| 24-5      | Paese - Conegliano   | 35-22     |
| 12-29     | Tarvisium - Mirano   | 29-36     |
| 50-13     | San Donà - Monselice | 45-17     |
| 38-17     | Bassano - Alpago     | 29-14     |

| 23-10-2005 | 4ª/15ª giornata        | 19-2-2006 |
| ---------- | ---------------------- | --------- |
| 6-18       | Feltre – San Donà      | 12-47     |
| 46-19      | Villorba - Monselice   | 18-22     |
| 37-6       | Rubano – ASR Alpago    | 7-13      |
| 39-5       | Badia – Bassano        | 57-12     |
| 10-16      | Mirano - Paese         | 22-22     |
| 15-10      | Conegliano – Tarvisium | 29-7      |

| 13-11-2005 | 7ª/18ª giornata       | 26-3-2006 |
| ---------- | --------------------- | --------- |
| 27-36      | Conegliano - San Donà | 29-7      |
| 22-37      | Alpago - Feltre       | 19-41     |
| 29-21      | Bassano - Villorba    | 25-30     |
| 42-12      | Rubano - Tarvisium    | 18-13     |
| 12-12      | Mirano - Badia        | 11-48     |
| -          | Paese - Monselice     | 16-13     |

| 11-12-2005 | 10ª/21ª giornata      | 23-4-2006 |
| ---------- | --------------------- | --------- |
| 18-15      | Paese - Feltre        | 26-38     |
| 29-10      | Conegliano - Villorba | 25-23     |
| 29-27      | Monselice - Rubano    | 10-39     |
| 17-14      | San Donà - Badia      | 23-28     |
| 21-17      | Bassano - Tarvisium   | 36-27     |
| 7-41       | Alpago - Mirano       | 12-31     |

| 9-10-2005 | 2ª/13ª giornata       | 22-1-2006 |
| --------- | --------------------- | --------- |
| 10-7      | Badia - Feltre        | 52-7      |
| 15-27     | Villorba - Rubano     | 22-30     |
| 12-38     | Alpago - Paese        | 26-56     |
| 28-28     | Monselice - Tarvisium | 18-10     |
| 13-8      | Mirano - San Donà     | 7-26      |
| 17-15     | Conegliano - Bassano  | 29-39     |

| 30-10-2005 | 5ª/16ª giornata        | 26-2-2006 |
| ---------- | ---------------------- | --------- |
| 0-12       | Alpago - Villorba      | 16-30     |
| 17-11      | Mirano - Rubano        | 17-33     |
| 6-38       | Tarvisium - Badia      | 12-47     |
| 8-12       | Paese - San Donà       | 15-36     |
| 7-19       | Monselice - Conegliano | 14-57     |
| 6-13       | Bassano - Feltre       | 3-29      |

| 27-11-2005 | 8ª/19ª giornata      | 2-4-2006 |
| ---------- | -------------------- | -------- |
| 45-15      | San Donà - Bassano   | 24-10    |
| 7-3        | Monselice - Alpago   | 21-10    |
| 13-6       | Badia - Conegliano   | 47-19    |
| 18-24      | Paese - Rubano       | 16-58    |
| 23-15      | Mirano - Feltre      | 17-28    |
| 0-22       | Tarvisium - Villorba | 19-20    |

| 18-12-2005 | 11ª/22ª giornata    | 30-4-2006 |
| ---------- | ------------------- | --------- |
| 32-19      | Mirano - Conegliano | 13-30     |
| 13-11      | Feltre - Monselice  | 55-22     |
| 20-17      | Villorba - San Donà | 24-57     |
| 47-7       | Rubano - Bassano    | 5-21      |
| 59-0       | Badia - Alpago      | 50-7      |
| 7-31       | Tarvisium - Paese   | 7-36      |

| 16-10-2005 | 3ª/14ª giornata     | 29-1-2006 |
| ---------- | ------------------- | --------- |
| 16-27      | Monselice - Badia   | 0-47      |
| 32-14      | Feltre - Conegliano | 3-22      |
| 32-10      | Paese - Villorba    | 15-15     |
| 40-8       | Tarvisium - Alpago  | 10-18     |
| 28-25      | Bassano - Mirano    | 0-38      |
| 31-7       | San Donà - Rubano   | 22-23     |

| 6-11-2005 | 6ª/17ª giornata            | 5-3-2006 |
| --------- | -------------------------- | -------- |
| 15-10     | Badia - Paese              | 27-7     |
| 19-34     | Conegliano - Rubano        | 15-32    |
| 42-5      | San Donà - Alpago          | 53-3     |
| 24-0      | Feltre - Ruggers Tarvisium | 23-15    |
| 18-29     | Villorba - Mirano          | 24-23    |
| 17-19     | Monselice - Bassano        | 20-14    |

| 4-12-2005 | 9ª/20ª giornata      | 9-4-2006 |
| --------- | -------------------- | -------- |
| 21-6      | Rubano - Feltre      | 16-15    |
| 24-25     | Alpago - Conegliano  | 5-47     |
| -         | Mirano - Monselice   | 32-7     |
| 7-55      | Tarvisium - San Donà | 12-62    |
| 13-26     | Villorba - Badia     | 12-59    |
| 8-19      | Bassano - Paese      | 38-36    |

#### Classifica
|  |     | Squadra       | G | V | N | P | PF | PS | DP | B | Pen | Pt |
|  | --- | ------------- | - | - | - | - | -- | -- | -- | - | --- | -- |
|  | 1.  | Badia         | - | - | - | - | -  | -  | -  | - | 0   | 93 |
|  | 2.  | San Donà      | - | - | - | - | -  | -  | -  | - | 0   | 90 |
|  | 3.  | Roccia Rubano | - | - | - | - | -  | -  | -  | - | 0   | 77 |
|  | 4.  | Paese         | - | - | - | - | -  | -  | -  | - | 0   | 60 |
|  | 5.  | Mirano        | - | - | - | - | -  | -  | -  | - | -4  | 60 |
|  | 6.  | Feltre        | - | - | - | - | -  | -  | -  | - | 0   | 58 |
|  | 7.  | Conegliano    | - | - | - | - | -  | -  | -  | - | 0   | 53 |
|  | 8.  | Bassano       | - | - | - | - | -  | -  | -  | - | 0   | 52 |
|  | 9.  | Villorba      | - | - | - | - | -  | -  | -  | - | 0   | 43 |
|  | 10. | Monselice     | - | - | - | - | -  | -  | -  | - | 0   | 31 |
|  | 11. | Tarvisium     | - | - | - | - | -  | -  | -  | - | 0   | 14 |
|  | 12. | Alpago        | - | - | - | - | -  | -  | -  | - | -4  | 7  |

### Girone D
| 2-10-2005 | 1ª/12ª giornata             | 15-1-2006 |
| --------- | --------------------------- | --------- |
| 33-8      | Fiamme Oro - Sabina         | 51-10     |
| 3-39      | Ragusa - Accademia Roma     | 22-53     |
| 58-0      | Avezzano - Torre del Greco  | 32-13     |
| 24-20     | San Gregorio - Colleferro   | 7-16      |
| 27-8      | Milazzo - CUS Roma          | 15-22     |
| 34-13     | Namau Praetoriani - Cosenza | 16-11     |

| 23-10-2005 | 4ª/15ª giornata            | 19-2-2006 |
| ---------- | -------------------------- | --------- |
| 10-19      | San Gregorio – Fiamme Oro  | 27-27     |
| 12-40      | Sabina – Colleferro        | 0-50      |
| 34-0       | Namau Praetoriani – Ragusa | 17-20     |
| 15-24      | Avezzano - Milazzo         | 10-5      |
| 13-19      | Cosenza – Accademia Roma   | 7-54      |
| 78-12      | CUS Roma – Torre del Greco | -         |

| 13-11-2005 | 7ª/18ª giornata                     | 26-3-2006 |
| ---------- | ----------------------------------- | --------- |
| 3-13       | CUS Roma - Colleferro               | 14-52     |
| 7-64       | Ragusa - Fiamme Oro                 | 0-118     |
| 31-8       | Accademia Roma - Sabina             | 25-16     |
| 69-0       | Avezzano - Cosenza                  | 35-15     |
| 18-24      | Milazzo - San Gregorio              | 9-6       |
| 17-34      | Torre del Greco - Namau Praetoriani | 43-7      |

| 11-12-2005 | 10ª/21ª giornata               | 23-4-2006 |
| ---------- | ------------------------------ | --------- |
| 106-0      | Fiamme Oro - Cosenza           | 80-0      |
| 21-6       | Sabina - Namau Praetoriani     | 39-5      |
| 17-43      | Ragusa - CUS Roma              | 19-55     |
| 18-8       | Colleferro - Avezzano          | 6-17      |
| 46-13      | San Gregorio - Torre del Greco | 0-28      |
| 15-7       | Accademia Roma - Milazzo       | 30-10     |

| 9-10-2005         | 2ª/13ª giornata               | 22-1-2006 |
| ----------------- | ----------------------------- | --------- |
| 24-17             | Colleferro – Fiamme Oro       | 3-25      |
| 10-10             | Sabina - San Gregorio         | -         |
| 29-8              | Cosenza – Ragusa              | 7-41      |
| 26-15             | CUS Roma – Avezzano           | 12-41     |
| 68-0 (0-6 a tav.) | Milazzo - Torre del Greco     | 23-11     |
| 0-0               | Acc. Roma – Namau Praetoriani | 36-22     |

| 30-10-2005 | 5ª/16ª giornata              | 26-2-2006 |
| ---------- | ---------------------------- | --------- |
| 47-5       | Avezzano - Sabina            | 37-3      |
| 7-33       | Ragusa - San Gregorio        | 3-20      |
| 75-0       | Milazzo - Cosenza            | 23-16     |
| 17-12      | CUS Roma - Namau Praetoriani | 12-18     |
| 19-22      | Accademia Roma - Colleferro  | 6-6       |
| 7-42       | Torre del Greco - Fiamme Oro | 9-35      |

| 27-11-2005 | 8ª/19ª giornata                | 2-4-2006 |
| ---------- | ------------------------------ | -------- |
| 71-0       | Colleferro - Namau Praetoriani | 42-7     |
| 36-7       | San Gregorio - Cosenza         | 17-14    |
| 17-15      | Accademia Roma - Avezzano      | 5-15     |
| 18-10      | Ragusa - Torre del Greco       | 10-29    |
| 16-18      | Fiamme Oro - Milazzo           | 17-8     |
| 15-22      | Sabina - CUS Roma              | 18-21    |

| 18-12-2005 | 11ª/22ª giornata                 | 30-4-2006 |
| ---------- | -------------------------------- | --------- |
| 13-25      | Torre del Greco - Accademia Roma | 13-18     |
| 7-34       | CUS Roma - Fiamme Oro            | 17-31     |
| 22-3       | Milazzo - Sabina                 | 5-49      |
| 98-12      | Avezzano - Ragusa                | 43-0      |
| 20-36      | Namau Praetoriani - San Gregorio | 20-32     |
| 5-71       | Cosenza - Colleferro             | 0-106     |

| 16-10-2005 | 3ª/14ª giornata              | 29-1-2006 |
| ---------- | ---------------------------- | --------- |
| 15-5       | Fiamme Oro - Accademia Roma  | 3-16      |
| 0-26       | Namau Praetoriani – Avezzano | 0-32      |
| 13-12      | San Gregorio – CUS Roma      | 12-29     |
| 14-10      | Colleferro - Milazzo         | 3-31      |
| 15-30      | Torre del Greco - Cosenza    | 23-5      |
| 0-0        | Ragusa - Sabina              | 8-55      |

| 6-11-2005 | 6ª/17ª giornata               | 5-3-2006 |
| --------- | ----------------------------- | -------- |
| 5-28      | San Gregorio - Accademia Roma | 6-11     |
| 72-0      | Colleferro - Ragusa           | 14-13    |
| 8-54      | Cosenza - CUS Roma            | 24-63    |
| 21-6      | Fiamme Oro - Avezzano         | 3-25     |
| 8-0       | Sabina - Torre del Greco      | 16-34    |
| 10-24     | Namau Praetoriani - Milazzo   | 5-29     |

| 4-12-2005 | 9ª/20ª giornata                | 9-4-2006 |
| --------- | ------------------------------ | -------- |
| 17-38     | Namau Praetoriani - Fiamme Oro | 5-31     |
| 10-46     | Torre del Greco - Colleferro   | 21-34    |
| 0-7       | CUS Roma - Accademia Roma      | 22-17    |
| 28-7      | Avezzano - San Gregorio        | 21-5     |
| 19-32     | Cosenza - Sabina               | 19-69    |
| 59-5      | Milazzo - Ragusa               | 24-27    |

#### Classifica
|  |     | Squadra           | G | V | N | P | PF | PS | DP | B | Pen | Pt |
|  | --- | ----------------- | - | - | - | - | -- | -- | -- | - | --- | -- |
|  | 1.  | Fiamme Oro        | - | - | - | - | -  | -  | -  | - | 0   | 85 |
|  | 2.  | Avezzano          | - | - | - | - | -  | -  | -  | - | 0   | 82 |
|  | 3.  | Colleferro        | - | - | - | - | -  | -  | -  | - | 0   | 81 |
|  | 4.  | Accademia Roma    | - | - | - | - | -  | -  | -  | - | -4  | 78 |
|  | 5.  | Milazzo           | - | - | - | - | -  | -  | -  | - | 0   | 64 |
|  | 6.  | CUS Roma          | - | - | - | - | -  | -  | -  | - | 0   | 62 |
|  | 7.  | San Gregorio      | - | - | - | - | -  | -  | -  | - | 0   | 58 |
|  | 8.  | Torre del Greco   | - | - | - | - | -  | -  | -  | - | 0   | 27 |
|  | 9.  | Sabina            | - | - | - | - | -  | -  | -  | - | -12 | 26 |
|  | 10. | Ragusa            | - | - | - | - | -  | -  | -  | - | 0   | 25 |
|  | 11. | Namau Praetoriani | - | - | - | - | -  | -  | -  | - | -4  | 23 |
|  | 12. | Cosenza           | - | - | - | - | -  | -  | -  | - | 0   | 14 |

## Play-off promozione

### Andata
| 14 maggio 2006 | San Donà | 14 – 13 | Calvisano A |  |

| 14 maggio 2006 | Rugby Milano | 3 – 22 | Badia |  |

| 14 maggio 2006 | Avezzano | 17 – 19 | Viterbo |  |

| 14 maggio 2006 | Reggio Emilia | 35 – 26 | Fiamme Oro |  |

### Ritorno
| 21 maggio 2006 | Calvisano A | 15 – 17 | San Donà |  |

| 21 maggio 2006 | Badia | 34 – 7 | Rugby Milano |  |

| 21 maggio 2006 | Viterbo | 13 – 15 | Avezzano |  |

| 21 maggio 2006 | Fiamme Oro | 10 – 22 | Reggio Emilia |  |

## Verdetti
- Avezzano, Badia, Reggio Emilia e San Donà promosse in serie A2.
- Alpago, Cogoleto, Cosenza, CUS Pavia, Firenze RC, Ospitaletto, Namau Praetoriani e Tarvisium retrocesse in serie C.